# Stor-Frisåstjärnen
Stor-Frisåstjärnen är en sjö i Älvdalens kommun i Dalarna och ingår i Dalälvens huvudavrinningsområde.